# بوسانو
بوسانو (بالإنجليزية: Busano)‏ هي بلدة (بلدية) في مدينة تورينو الحضرية في المنطقة الإيطالية بيدمونت، وتقع على بعد حوالي 30 كيلومتر (19 ميل) شمال تورينو .

## جغرافية بوسانو
تقع بوسانو على حدود البلديات التالية: ريفارا، سان بونسو، فافريا ، باربانيا، فودا كانافيزي، أوجليانيكو، فرونت، وفالبيرجا .